# Urile
Urile is een geslacht van vogels uit de familie van de aalscholvers (Phalacrocoracidae). De wetenschappelijke naam van het geslacht is voor het eerst geldig gepubliceerd in 1855 door Karel Lucien Bonaparte. Dit geslacht is op grond van DNA-onderzoek afgesplitst van Phalacrocorax.

## Soorten
De volgende soorten zijn bij het geslacht ingedeeld:
- Urile pelagicus – Pelagische aalscholver
- Urile penicillatus – Brandts aalscholver
- Urile urile – Roodmaskeraalscholver

### Uitgestorven
- † Urile perspicillatus – Beringaalscholver